# Ari Graynor
Pour les articles homonymes, voir Gaynor.
Ari Graynor, née Ariel Geltman Graynor, le 27 avril 1983 à Boston, dans l'État du Massachusetts, aux (États-Unis), est une actrice américaine.
Elle commence sa carrière très jeune, avec une première apparition à la télévision dans quatre épisodes de la troisième saison de la série Les Soprano, en 2001, suivi de ses débuts au cinéma deux ans plus tard dans Mystic River, de Clint Eastwood dans un rôle secondaire. Elle attend 2008 pour obtenir son premier rôle important dans le film Une nuit à New York, dans lequel elle incarne Caroline, la meilleure amie de Nora, interprétée par Kat Dennings. Au même moment, elle tient le rôle récurrent de Rachel Dunham, sœur de l'agent Olivia Dunham dans la série télévisée Fringe.
Bien qu'ayant tourné dans des productions cinématographiques destinées à un large public (Sex List, Crazy Night, Baby-sitter malgré lui), une grande partie de sa filmographie est constituée de films indépendants, incluant des longs-métrages tels que Bliss, Conviction et American Sexy Phone, dont elle est également productrice exécutive. En 2014, elle reprend le rôle de Cameron Diaz dans l'adaptation télévisée de Bad Teacher.
Parallèlement, elle mène une carrière au théâtre, dans des pièces joués à Broadway ou off-Broadway, jouant même un segment de pièce écrit par Woody Allen.

## Biographie
Ariel Geltman Graynor est née le 27 avril 1983 à Boston dans le Massachusetts, aux (États-Unis). Elle est la fille de Joani Geltman, spécialiste du rôle parental et de Greg Graynor, entrepreneur,. Sa mère est issue d'une famille juive, tandis que son père est un catholique polonais. Elle est élevée dans la religion juive,,.
Elle étudie d'abord à la Buckingham Browne & Nichols School (en), une école privée puis au Trinity College, à Hartford, dans le Connecticut.

## Carrière

### Les débuts
La carrière d'Ari Graynor débute en 2001 : lorsqu'elle à dix-sept ans, elle tient le rôle de Caitlin Rucker, une étudiante maniaco-dépressive dans quatre épisodes de la série télévisée Les Soprano. De cette première expérience, elle dit : « C'était un spectacle assez magnifique, surtout pour ma première fois ».
Toutefois, elle doit attendre l'année 2003 pour obtenir d'autres rôles, tout d'abord un rôle secondaire dans la série New York, unité spéciale, suivi d'un autre rôle de soutien, qui commence sa carrière cinématographique dans le thriller Mystic River, de Clint Eastwood. « C'était un tel plaisir que ce soit ma première expérience sur un film. Avec lui [Eastwood] comme metteur en scène, ainsi que toutes les personnes autour, c'était tout simplement incroyable. Mon travail était minime, j'étais dans quelques scènes, mais toute l'expérience était incroyable », dira-t-elle plus tard à propos du tournage.

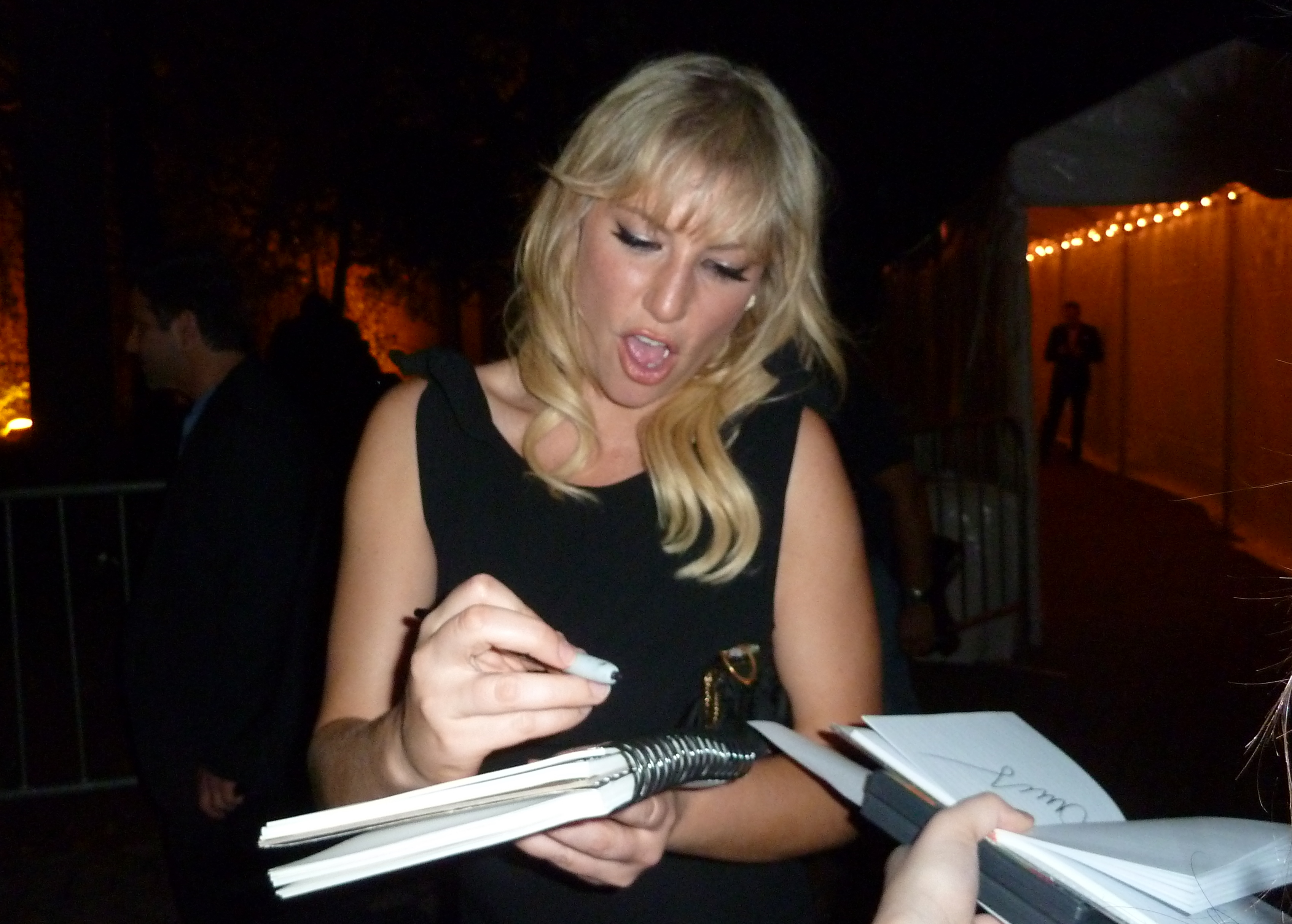
Ari Graynor, au Festival international du film de Toronto en 2011.

Bien que son rôle dans Mystic River, qui a rencontré à la fois un succès critique et commercial dès sa sortie, soit secondaire, sa participation au film lui permet de lui ouvrir la voie pour jouer dans d'autres projets cinématographiques durant les deux années qui ont suivi, avec la comédie dramatique Book of Love, qui met l'acteur australien Simon Baker en vedette, suivi du drame Imaginary Heroes avec Sigourney Weaver et Jeff Daniels et de la comédie dramatique décalée Game 6, partageant l'affiche avec Michael Keaton et Robert Downey Jr.. C'est durant cette même période qu'elle retourne vers ses racines théâtrales avec un premier rôle dans la pièce Brooklyn Boy, pièce de Broadway écrite par Donald Margulies, qui fut bien accueilli,.
Elle fait son retour au cinéma en 2006 dans des rôles de soutien dans la comédie For Your Consideration, satire réalisée par Christopher Guest et, dans un tout autre registre, dans les drames An American Crime, aux côtés d'Elliot Page et Catherine Keener et La dernière mise (en), avec Famke Janssen. Elle fait des apparitions comme guest star, notamment dans la série télévisée Les Experts : Miami, où son personnage rase ses cheveux. Répondant, quelques années plus tard, à une question d'une interview, à savoir si elle s'était vraiment rasé la tête pour les besoins du rôle, elle répond que non et qu'elle a porté « juste une perruque », ajoutant que « c'était le seul travail » qu'elle a fait, ne voulant pas le faire avec « une sorte de regret », car elle avait « vraiment besoin d'argent »,.

### Les rôles importants et la consécration
En dépit d'une filmographie assez impressionnante, Ari Graynor est passée par une période prolongée en 2008, quand elle n'a pas pu trouver de travail quelconque : « Je n'avais pas travaillé depuis sept mois. J'étais dans un de ses horribles trous noirs pour une actrice en pensant probablement que je ne travaillerai plus »,.
Toutefois, la chance lui sourit pour le mieux lorsqu'elle reçoit le scénario du film Une nuit à New York. Le script a résonné en elle, qui savait qu'elle allait incarner Caroline, la meilleure amie ivre de Norah, interprétée par Kat Dennings. À l'origine, le directeur du casting lui a dit de passer une audition pour le rôle de Norah, en plus de celui de Caroline, mais Graynor s'est sentie connecté avec ce rôle, car, admettant que le personnage est bien écrit, pensant qu'elle ne pourrait plus jamais interpréter un « rôle qui serait tellement amusant à jouer »,,. Pour se mettre dans le rôle, elle l'a exécutée comme si « elle allait vomir dans [sa] bouche ». « J'étais obsédé par elle depuis le début » dira-t-elle, à propos de son personnage,.

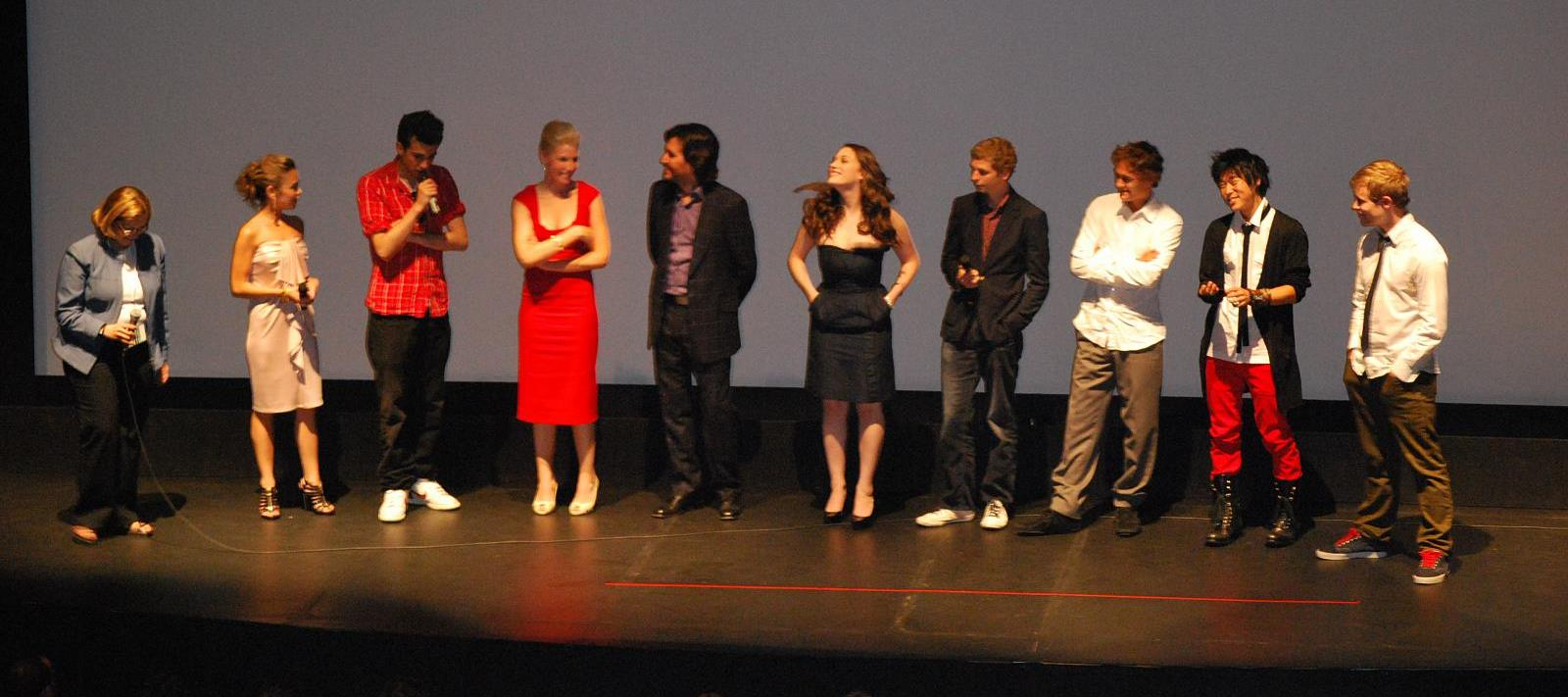
Ari Graynor (4e personne en partant de la droite, en robe rouge) avec l'équipe du film Une nuit à New York, au Festival International du Film de Toronto, en 2008.

L'instinct de l'actrice a payé, puisque le film rencontre un accueil critique favorable,, obtient plusieurs nominations dans de nombreux prix de cinéma et fait un score honorable au box-office, avec 33 544 594 $ de recettes mondiales, dont 31 487 293 $ aux États-Unis, pour un budget de 10 millions.
Par la suite, elle tient le rôle de Rachel Dunham dans la série Fringe, qu'elle incarne durant quinze épisodes, de 2009 à 2010. Fan de J. J. Abrams, créateur et producteur de Fringe, elle qualifie son expérience comme « une incroyable opportunité sur un show apprécié avec des gens formidables ».
L'année 2009 est marquée par la présence de la jeune actrice dans deux films, Be Bad !, dans lequel elle prête ses traits à la jeune petite amie du personnage de Steve Buscemi et retrouve Michael Cera après Une nuit à New York et Bliss, premier long-métrage réalisé par Drew Barrymore. Pour Be Bad!, elle trouva « amusant de jouer une figure parentale bizarre » concernant le personnage incarné par Cera, alors que pour Bliss, le tournage fut assez physique, pour lequel elle a eu notamment une blessure au niveau du coccyx, bien que cette expérience fut assez amusante pour elle. Malgré de bons accueils critiques, les deux films ne rencontrent pas de succès commerciaux.
Après une courte apparition dans la comédie Crazy Night et un second rôle dans Conviction, Ari Graynor obtient un rôle important, celui de la fiancée d'un dealer d'ecstasy dans Jewish Connection, qui ne connaît qu'une sortie limitée sur le territoire américain et un faible score au box-office. En 2011, elle tient le rôle de la sœur d'Anna Faris dans la comédie romantique (S)ex List, qui obtient un accueil critique négatif et un faible succès commercial, tout comme son film suivant, Baby-sitter malgré lui, dans lequel elle est l'amie du personnage de Jonah Hill.
Parallèlement à sa carrière cinématographique et télévisée, elle mène une carrière prolifique au théâtre avec des rôles dans des pièces jouées off-Broadway (Trust, 2010), ainsi qu'un rôle dans Relatively Speaking (2011), pièce jouée à Broadway dans lequel elle apparait dans l'un des trois segments, Honeymoon Motel, écrit par Woody Allen,. Plus récemment, elle apparaît dans la pièce The Perfomers (2012), American Hero (2014) et Yen (2017).
En août 2012, elle est l'affiche de la comédie American Sexy Phone, long-métrage où elle tient un premier rôle, aux côtés de Lauren Miller (également co-scénariste et productrice) et officie comme productrice exécutive. Graynor y incarne Katie, jeune femme séduisante et délurée qui s'associe avec sa colocataire — incarné par Miller — afin de créer une société de téléphone rose. Le rôle de Katie a été spécifiquement écrit pour la jeune actrice, Miller s'inspirant de sa prestation dans Une nuit à New York. Le film, tourné en seize jours à New York, est présenté au Festival de Sundance en janvier de la même année, rencontre un accueil critique mitigée, mais toutefois la prestation de Graynor est remarquée puisque Entertainment Weekly note qu'il s'agit de son film, étant comme « Kate Hudson possédée par l'esprit de Bette Midler ». Au box-office, le film ne rencontre pas un énorme succès commercial, du fait d'une sortie limitée au cinéma, ne parvenant qu'à totaliser que 1,3 million de dollars de recettes.
En 2013, elle reprend le rôle de Cameron Diaz dans l'adaptation télévisée du film Bad Teacher, qui a été diffusée sur CBS d'avril à juillet 2014,.

## Vie privée
Ari Graynor est sortie avec l'acteur Eddie Kaye Thomas, avec qui elle a joué la pièce off-Broadway Dog Sees God: Confessions of a Teenage Blockhead,. Le couple s'est installé dans le quartier d'East Village, à New York. Toutefois, le couple s'est séparé et Graynor est partie s'installer à Los Angeles au cours de l'hiver 2011-2012.

## Filmographie

### Cinéma
- 2003 : Mystic River de Clint Eastwood : Eve Pigeon
- 2004 : Bereft de Tim Daly et Clark Mathis (en)
- 2004 : Book of Love d'Alan Brown : Naomi
- 2004 : Imaginary Heroes de Dan Harris : Jenny
- 2006 : Game 6 de Michael Hoffman : Laurel Rogan
- 2006 : The Great New Wonderful de Danny Leiner : Caroline, segment Emme's Story
- 2006 : For Your Consideration de Christopher Guest : Young PA
- 2007 : An American Crime de Tommy O'Haver : Paula Baniszewski
- 2007 : La dernière mise (en) (Turn the River) de Chris Eigeman : Charlotte
- 2008 : Blues de Brandon Sonnier : Tara
- 2008 : Une nuit à New York (Nick & Norah's Infinite Playlist) de Peter Sollett : Caroline
- 2009 : Be Bad! (Youth in Revolt) de Miguel Arteta : Lacey
- 2009 : Bliss (Whip It) de Drew Barrymore : Eva Destruction
- 2010 : No Deal, court-métrage de Joe Burke : Cassie
- 2010 : Jewish Connection (Holy Rollers) de Kevin Asch : Rachel Apfel
- 2010 : Crazy Night (Date Night) de Shawn Levy : la jeune femme
- 2010 : Conviction de Tony Goldwyn : Mandy Marsh
- 2011 : Lucky (en) de Gil Cates Jr. (en) : Lucy St. Martin
- 2011 : (S)ex List (What's Your Number?) de Mark Mylod : Daisy Darling
- 2011 : 10 ans déjà ! de Jamie Linden : Sam
- 2011 : Baby-sitter malgré lui (The Sitter) de David Gordon Green : Marisa Lewis
- 2012 : Celeste and Jesse Forever de Lee Toland Krieger : Beth
- 2012 : American Sexy Phone (For a Good Time, Call...) de Jamie Travis : Katie Steele — également productrice exécutive
- 2012 : Maman, j'ai raté ma vie (The Guilt Trip) d'Anne Fletcher : Joyce Margolis
- 2017 : The Disaster Artist de James Franco : Juliette Danielle
- 2018 : Front Runner : Le Scandale de Jason Reitman : Ann Devroy
- 2020 : Lady Business : Angela

### Télévision

#### Séries télévisées
- 2001 : Les Soprano de David Chase : Caitlin Rucker (4 épisodes)
- 2003 : New York, unité spéciale de Dick Wolf  (saison 4, épisode 11) : Missy Kurtz
- 2005 : Veronica Mars de Rob Thomas : Envers et contre tous (saison 2, épisode 2) : Jessie Doyle
- 2007 : Les Experts : Miami de Ann Donahue, Carol Mendelsohn et Anthony E. Zuiker : Clap de fin (saison 5, épisode 20) :  Elvina
- 2007 : Numb3rs de Nicolas Falacci, Cheryl Heuton (en) : Tel père… (saison 4, épisode 8) : Ella Pierce
- 2008 - 2012 : American Dad! de Mike Barker (en), Seth MacFarlane et Matt Weitzman (en) : personnages variés (voix, 5 épisodes)
- 2009 - 2010 : Fringe de J.J. Abrams, Alex Kurtzman et Roberto Orci : Rachel Dunham (15 épisodes)
- 2010 : The Cleveland Show de Seth MacFarlane, Richard Appel et Mike Henry : BigSkeez (voix, 1 épisode)
- 2011 : Les Griffin (Family Guy) de Seth MacFarlane et David Zuckerman : Kitty Hawk Woman (voix, 1 épisode)
- 2013 : Bad Teacher de Hilary Winston : Meredith Davis (13 épisodes)
- 2017 - 2018 : I'm Dying Up Here de David Flebotte et Jim Carrey : Cassie Feder (20 épisodes)
- 2019 : SMILF : Samedi, maman incarne la féminité (saison 2, épisode 4) : Emma
- 2020 : Mrs. America : Brenda Feigen (9 épisodes)
- 2020 : Home Movie : The Princess Bride : Valerie
- À venir : Surface : Caroline

#### Téléfilms
- 2004 : Bereft de Tim Daly et Clark Mathis (en) : Louise
- 2020 : Untitled Paul Simms Pilot de Jonathan Krisel : Rachel Burson

## Théâtre
- 2005 : Brooklyn Boy de Donald Margulies, mis en scène par Daniel J. Sullivan et joué au Bilmore Theatre
- 2005 : Dog Sees God de Bert V. Royal (en), mis en scène par Trip Cullman et joué au Century Center For The Performing Arts[N 6]
- 2006 : The Little Dog Laughed de Douglas Carter Beane, mis en scène par Scott Ellis et joué au Cort Theatre
- 2010 : Trust de Paul Weitz, mis en scène par Peter DuBois et joué au Second Stage Theatre [N 6]
- 2011 : Relatively Speaking, segment Honeymoon Motel d'Woody Allen, mis en scène par John Turturro et joué au Brooks Atkinson Theatre
- 2012 : The Performers de David West Read, mis en scène par Evan Cabnet et joué au Longacre Theatre

Source : Broadway World.com

## Voix françaises

### En France
| - Bénédicte Bosc dans : - Fringe (série télévisée) - Sex List et aussi - Véronique Volta dans Les Soprano (série télévisée) - Barbara Delsol dans Veronica Mars (série télévisée) | - Lisa Martino dans Be Bad ! - Céline Rotard dans Bliss - Tania Garbarski (Belgique) dans Baby-sitter malgré lui - Olivia Luccioni dans American Sexy Phone - Julia Vaidis-Bogard dans Monstres (série télévisée) |

### Au Québec
Note : La liste indique les titres québécois.
- Véronique Marchand dans : 
  - 10 ans déjà !
  - Le Gardien d'enfants
  - Le Téléphone Rose

et aussi :
- Catherine Bonneau dans Be Bad!
- Mélanie Laberge dans Sex List